# Johann Leo
Johann Leo (ur. 1 marca 1958 w Kufstein) – austriacki judoka. Olimpijczyk z Moskwy 1980, gdzie zajął dziewiętnaste miejsce w kategorii 71 kg. Brązowy medalista na wojskowych mistrzostwach świata w 1980. Ośmiokrotny medalista kraju; drugi w 1978, 1979 i 1981 a trzeci w 1977, 1978, 1982, 1983 i 1984.. Trzeci na mistrzostwach Europy kadetów w 1974 i 1975 roku.
- Turniej w Moskwie 1980

Przegrał z Karlem-Heinzem Lehmanem z NRD i odpadł z turnieju.